# Cylindrepomus albosignatus
Cylindrepomus albosignatus là một loài bọ cánh cứng trong họ Cerambycidae.